# Gare principale de Turku
La gare principale de Turku (en finnois : Turun päärautatieasema) est une gare ferroviaire des lignes de Helsinki à Port de Turku, de Turku à Toijala et de Turku à Uusikaupunki. Elle est située dans le quartier de Pohjola, près du centre de la ville de Turku, en Finlande.

## Histoire
L’ancienne gare est inaugurée en 1876. Aux débuts, les trains transportaient à Toijala et au port de Turku puis plus tard à Karis et Helsinki.

La première gare
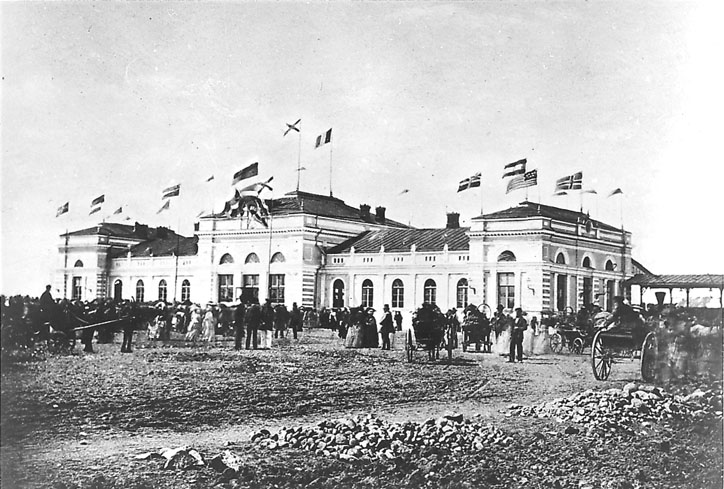
1876.
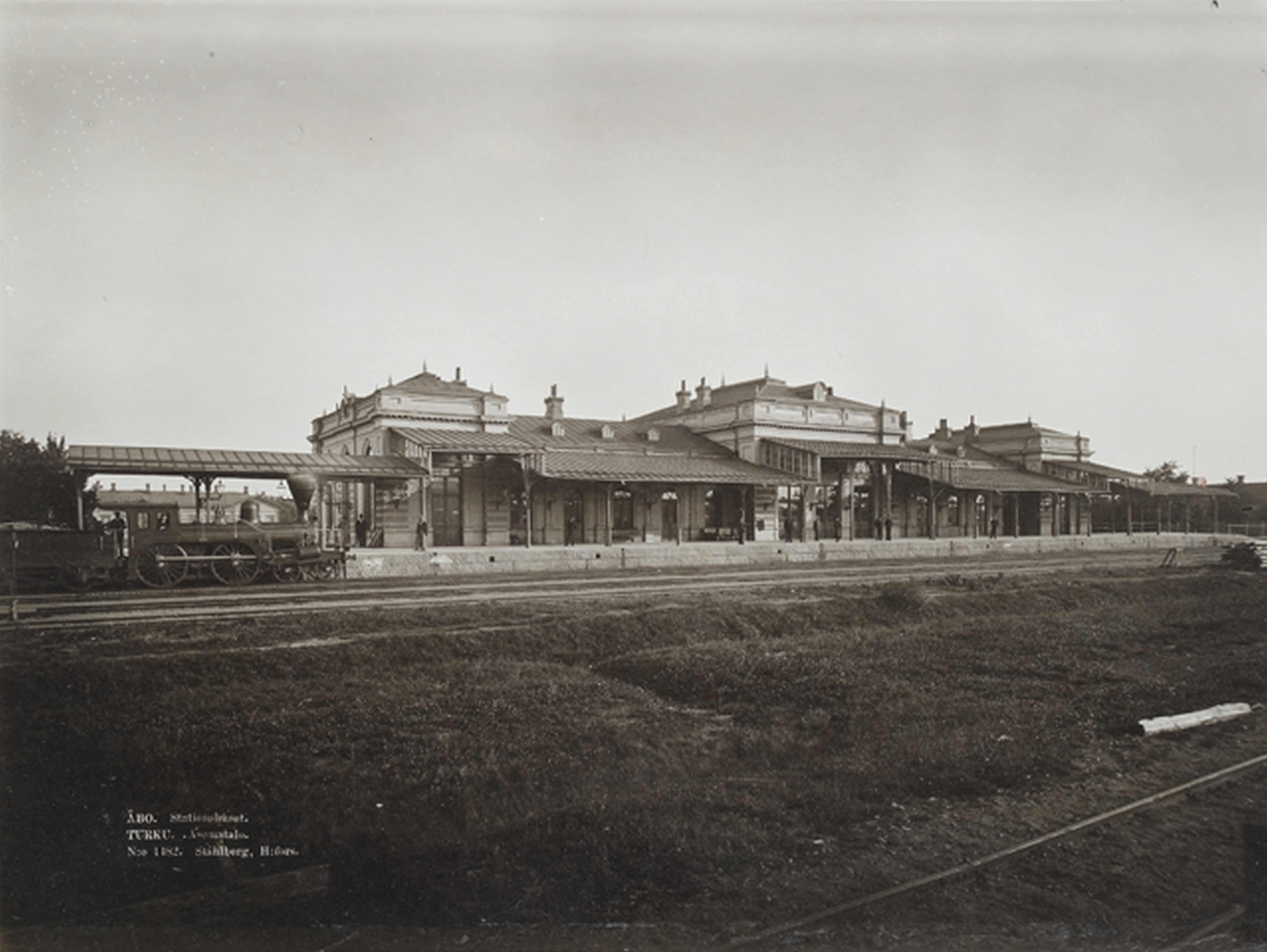
1890.
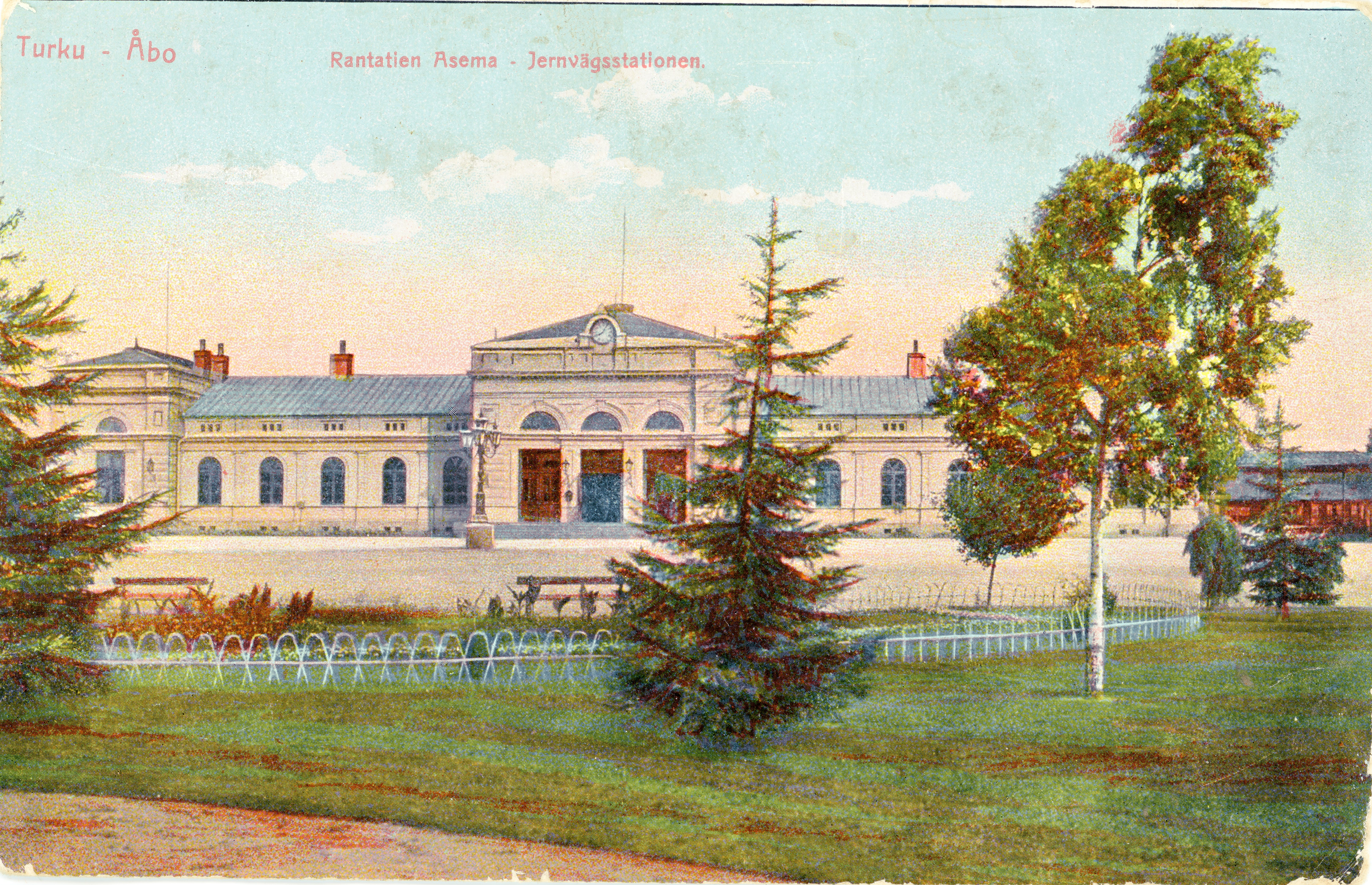
1910.

Le bâtiment actuel, conçu par Martti Välikangas et Väinö Vähäkallio est construit 1940. À l'origine le bâtiment  est revêtu de carrelage jaune qui est remplacé en 1978–1979 par des briques jaunes.
En 2008, la gare a accueilli quelque 1 507 000 voyageurs.

## Service des voyageurs

### Desserte
Vers l'est, les trains partant de la gare transportent jusqu'à Helsinki par la ligne d'Helsinki à Port de Turku (rantarata).
Vers le nord, ils conduisent à Tampere, Pieksämäki et Oulu par la ligne de Turku à Toijala.

Installations et desserte
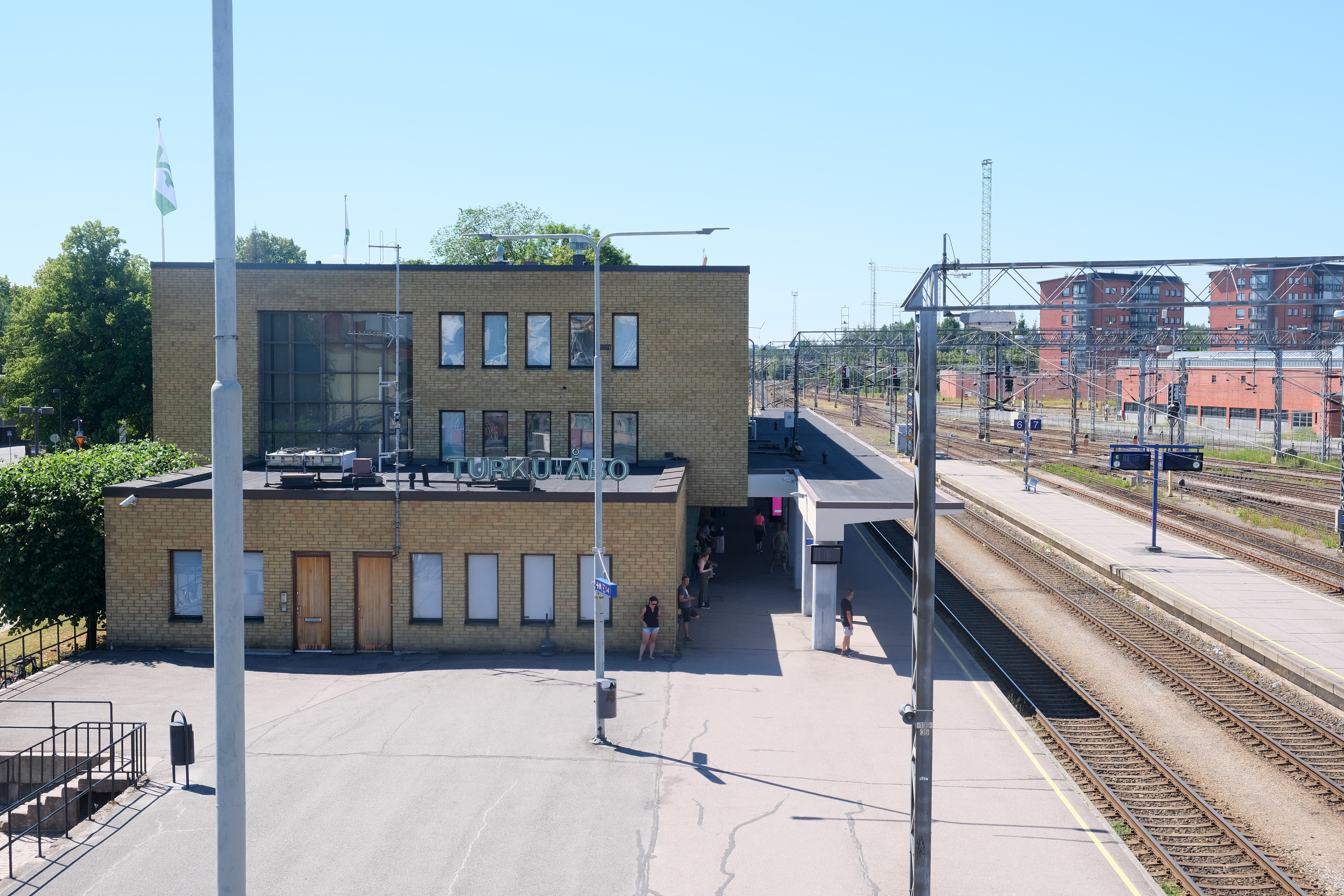
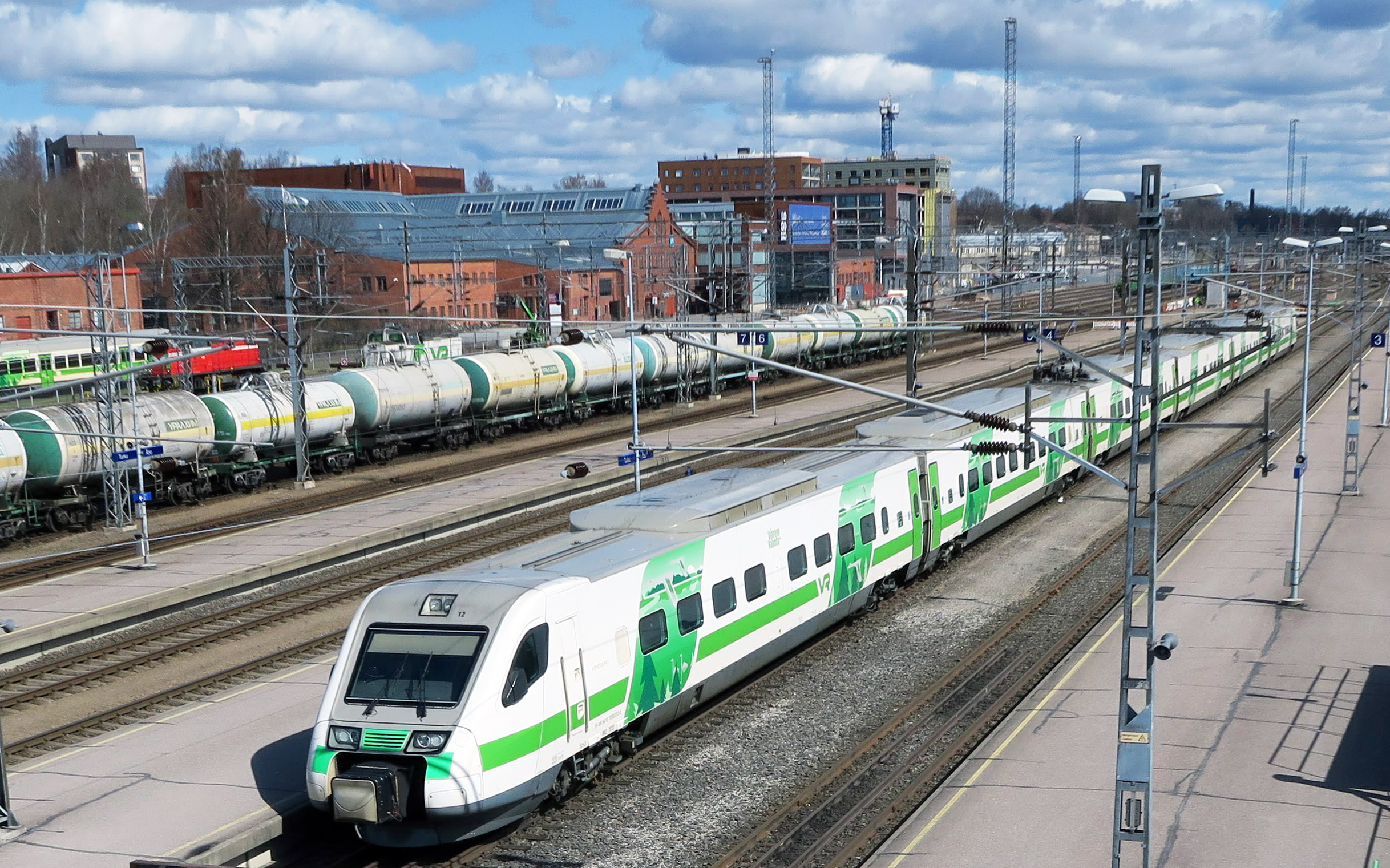
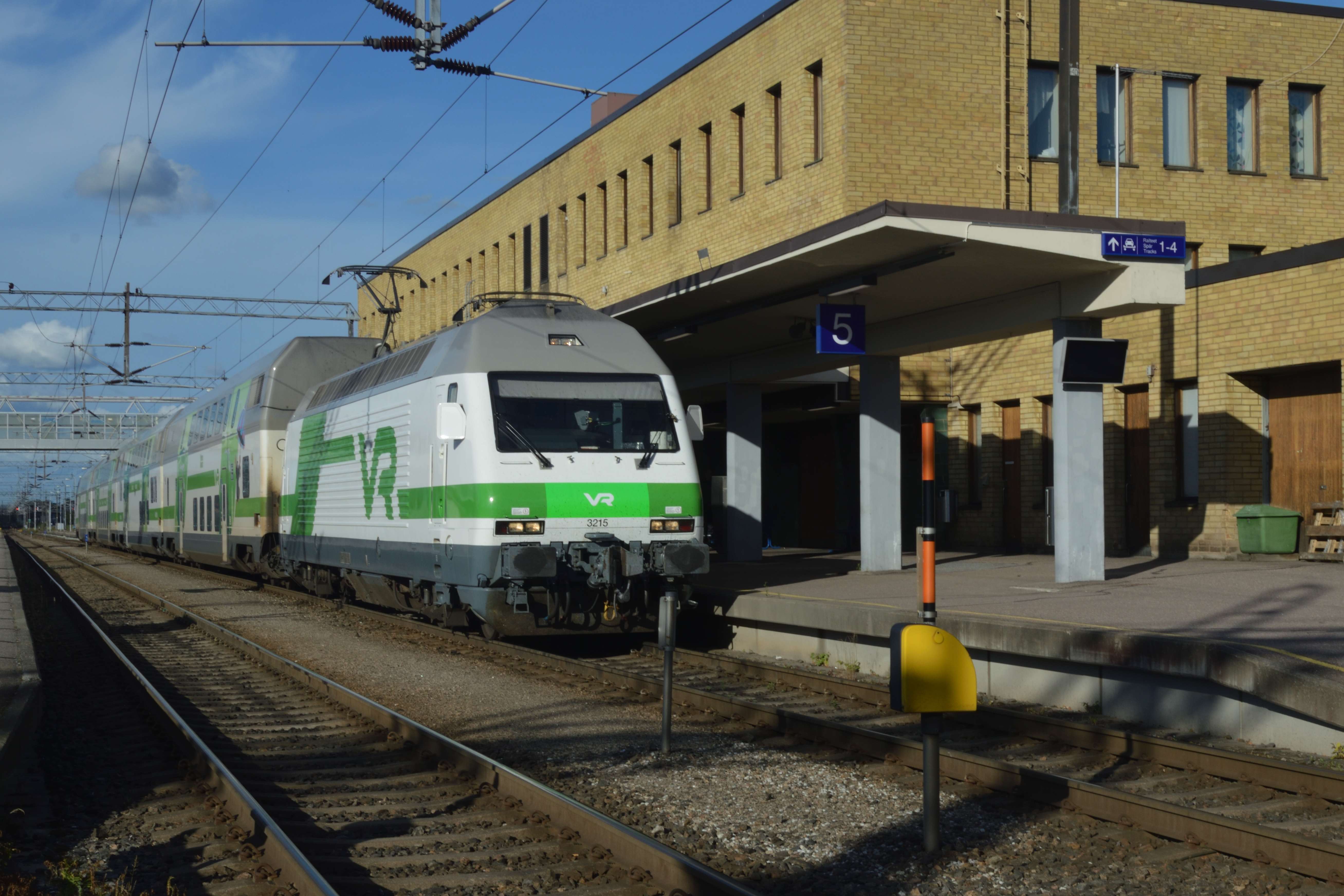